# 安娜斯塔西亞·塞瓦斯托娃
安娜斯塔西亞·塞瓦斯托娃（1990年4月13日—）是拉托維亞职业网球女运动员，2008年轉職業。她的WTA生涯最高單打排名為第11（2018年10月15日）。
2016年美國網球公開賽，塞瓦斯托娃首度進入八強，不敵最終闖入四強的丹麥選手卡露蓮·禾絲妮雅琪。
2022年2月，塞瓦斯托娃宣布因为「私人原因」无限期退出网坛。

## 外部連結
- 安娜斯塔西亞·塞瓦斯托娃的国际女子网球协会官方資料（英文）
- 安娜斯塔西亞·塞瓦斯托娃的國際網球總會 職業／青少年 官方資料（英文）